# Kenneth D. Bailey
Kenneth D. Bailey (geboren 1943) is een Amerikaans socioloog aan de Universiteit van Californië - Los Angeles bekend van zijn publicaties over systeemtheorie, waaronder Sociology and the New Systems Theory uit 1994. 

## Levensloop
Bailey studeerde aan de Universiteit van Texas in Austin. Aldaar behaalde hij in 1963 zijn bachelorgraad in wiskunde, in 1966 zijn mastergraad in de sociologie, en in 1968 zijn PhD ook in de sociologie. In de zomer van 1967 had hij een workshop wiskundige sociologie gevolgd aan de Johns Hopkins University.
In 1968 was hij begonnen aan de University of California, Los Angeles als universitair docent op de afdeling sociologie. Van 1971 tot 1974 werkte hij daar als directeur van een bevolkingsonderzoeksprogramma aan een onderzoeksonderzoekcentrum van de universiteit. Van 1974 tot 1989 was hij universitair hoofddocent en sindsdien lange tijd professor.
Tussendoor was hij gastdocent aan de afdeling sociologie van de Tulane University van 1981 tot 1983. Sinds 1984 was hij ook jaren senior onderzoeker aan het International Systems Science Institute in La Jolla.
Bailey is lid van de American Sociological Association, de International Society for the Systems Sciences, waar hij voorzitter was in 2003, de International Sociological Association en de Society for the Study of Social Problem.
Bailey werkte mee aan de wetenschappelijke tijdschriften American Sociological Review van 1974 tot 1976, aan de Systems Practice van 1987 tot 1989, aan Behavioral Science van 1993 tot 1997 en aan Systems Research and Behavioral Science sinds 1997. Hij beoordeelde werk in verscheidene andere tijdschriften en boeken.